# Batwing
Batwing es un superhéroe que aparece en publicaciones de DC Comics. Dentro de la continuidad interna de DC Comics, Batwing es uno de los varios superhéroes que siguen al famoso superhéroe Batman. Batwing, en particular, se concibió por Batman como su homólogo de lucha contra el crimen en el extranjero, «el Batman de África».
El primer Batwing es David Zavimbe, un oficial de policía congoleño, creado por el escritor Grant Morrison dentro de las páginas de Batman Incorporated antes de recibir su propia serie homónima. Después de los eventos dentro de Batman Incorporated y Batwing, Zavimbe es reemplazado en el papel por Luke Fox, un artista marcial mixto estadounidense que había sido la primera opción de Batman en el papel, quien también es hijo del asociado cercano de Batman, Lucius Fox.
Batwing enfrenta una lista de adversarios que van desde súper villanos internacionales hasta la corrupta fuerza policial de la República Democrática del Congo. Batwing expande el Universo DC teniendo lugar en África, convirtiendo a David Zavimbe en el primer Batman negro (en continuidad) y uno de los pocos personajes que encabezan una serie fuera de los Estados Unidos. Fox también es negro y se convierte en el primer Batman afroamericano en continuidad.

## Historia de la publicación
Batwing apareció por primera vez en Batman #250 y luego en «Batman of Africa», en Batman Incorporated #5 (mayo de 2011), escrito por Grant Morrison. Diseñado por Chris Burnham, en base a un dibujo de Yanick Paquette. 
Batwing ha ganado desde entonces su propia serie mensual en curso como parte del reinicio del Universo DC del 2011, con el arte de Ben Oliver y escrito por Judd Winick, autor de Power Girl y Justice League: Generation Lost.

## Biografía del personaje ficticio

### David Zavimbe
David Zavimbe opera como Batwing, quien es un representante de Batman Incorporated de la ciudad de Tinasha, dentro de la República Democrática del Congo.
Cuando David Zavimbe era un niño en Tinasha, sus padres murieron de VIH/sida muy temprano en su vida. Después de la muerte de sus padres, David y su hermano Isaac fueron sacados de su orfanato y reclutados como niños soldados prodigios, como muchos otros de su edad, en el ejército del general Keita conocido como el Ejército del Amanecer, por una guerra que devasto su país. Mientras que muchos jóvenes fueron elegidos para unirse, los hermanos Zavimbe brillaron por encima del resto con su capacidad de recibir órdenes y matar, y obtuvieron el nombre de Libélulas. Debido a su velocidad, destreza y prodigiosa habilidad para matar, el general Keita promovió a los niños a las filas de sus hombres de élite.
En el camino de Keita hacia el poder y la dominación, ordena a los hermanos que maten a Okuru, uno de los principales enemigos de Keita. Acuerdan colarse y cortar la garganta de Okuru, pero Keita exige que quemen toda la aldea para evitar que cualquier amenaza escape. Al negarse a matar a mujeres y niños inocentes, Isaac dispara su arma al aire, dando a Okuru y su escuadrón tiempo para disparar, obligando a Keita a retirarse. El general no puede soportar ninguna insubordinación y mientras esta discutiendo con David, Isaac lo golpea en la cabeza con una piedra. Keita alcanza su machete y corta a Isaac varias veces, mientras David se aleja corriendo.
Más tarde esa noche, David se cuela en la habitación de Keita y lo droga antes de que pueda moverse. Finalmente, Keita llega a ser amarrado en la parte trasera de un SUV. David dice que no matará más y deja caer a Keita fuera del nuevo campamento de Okuru, mientras dispara al aire para notificarles.
Después de la muerte de Keita, David pasa los próximos días caminando hacia Children's Harbour, un orfanato para ex niños soldados. David pudo escapar de la vida de ser un soldado a una edad tan joven, y pronto se convirtió en un oficial de policía en Tinasha, donde a pesar de la corrupción desenfrenada, se mantuvo dedicado a la ley y la justicia. En otra parte de los Estados Unidos, Bruce Wayne anuncia Batman Incorporated, una iniciativa para poner figuras similares a Batman en países de todo el mundo. Poco después de eso, Batman visita Tinasha, donde induce a David como el miembro más nuevo de su equipo en su búsqueda para detener a los terroristas mundiales, Leviathan.
Poco después de encontrar al falso Dr. Dedalus y enfrentarse nuevamente con Leviatán, Batman viaja a un destino desconocido dentro del continente africano para reclutar a un nuevo miembro para su equipo de Batmen, Batman Incorporated. Batman lleva a David a través de su primera misión para Batman Inc., proporcionándole un traje de murciélago tecnológicamente avanzado. David entra en contacto con una célula de lavado de cerebro de Leviatán, evitando por poco la captura cuando su presencia se ve comprometida. Durante su fuga, demostró un conocimiento de artes marciales, mostrando también capacidades especiales de su traje de murciélago, incluida la propulsión a chorro.
Batwing se enfrenta a un nuevo villano que se hace llamar Masacre. Cuando Masacre toma ventaja en la batalla contra Batwing, vemos un flashback de Batwing deteniendo a Blood Tiger, un excapitán de un señor de la guerra y ahora en control de una red de narcotraficantes. Con la ayuda de Batman se las arregla para capturarlo.
Mientras continúa su investigación, se encuentra con una horrible escena del crimen con cuerpos decapitados. Más tarde, mientras lo investiga con la policía, encuentra una habitación llena de policías asesinados y Masacre lo apuñala por la espalda mientras se ve sorprendido por los oficiales asesinados. David intenta contraatacar a su atacante, pero él pierde rápidamente. Masacre intenta terminar con David, pero es interrumpido por Kia Okuru y otros oficiales que le disparan. David se desmaya durante el tiroteo y se despierta dos semanas después en The Haven. Le pide a Matu que vea sobre el otro tiroteo y el bienestar de Kia Okuru. Matu le informa que Kia vive, pero que le habían golpeado brutalmente y que el resto de los oficiales habían sido asesinados. David intenta ir después por Masacre poco después de despertarse, pero Matu lo insta a permanecer en The Haven para curar sus heridas y recuperar sus fuerzas.
Ambos discuten sobre esto por un momento antes de que Matu obligue a David a volver a la cama. David pronto noquea a Matu con un dardo tranquilizante y va tras Masacre. Es capaz de deducir la ubicación de Masacre de algo que este le había dicho en la estación de policía. Llega justo a tiempo para ayudar a Thunder Fall of The Kingdom, quien está involucrado en una brutal batalla contra Masacre. A pesar de sus heridas, Batwing, junto con la ayuda de un Thunder Fall gravemente herido, logra luchar y luego escapar de Masacra a un hospital cercano donde Thunder Fall revela que The Kingdom, un equipo de superhéroes que operaban en África, había hecho algo terrible y que Masacre fue su castigo.
La verdad final se revela después de que los héroes rescatan a Steelback, el miembro tecnológico de The Kingdom. Él les dice que hace años, The Kingdom estaba luchando contra el despiadado dictador del Congo junto el Ejército Popular, que lo dejó solo con la ciudad capital para defender. Con la intención de que esto fuera una victoria del pueblo, abandonaron el ejército para irse solos, pero pronto recibieron un mensaje que decía que el dictador se había aliado con los señores del crimen africano, por lo que era imposible ganar incluso con la intervención de The Kingdom. Los héroes se ven obligados a darle amnistía y no prometer represalias después de eso. Los señores del crimen lucharon de todos modos, pero sin el dictador que los apoyaba, su ejército de niños soldados fue asesinado, y 50.000 vidas se perdieron en la batalla. Esta tragedia condujo a la posterior disolución de The Kingdom.
Después de los eventos del ataque con bomba en el lugar de las Naciones Unidas, afuera Booster Gold se entristeció porque el equipo había perdido a algunos de los miembros de la JLI que resultaron heridos o asesinados. Más tarde se reveló que Masacre era el hermano mayor de Batwing, a quien X le lavo el cerebro. Después de esto, después de que Matu resultó herido en un ataque a la base de Batwing, decidió que usaría fuerza letal en su protección de la República Democrática del Congo. Batwing fue brevemente miembro de la JLI hasta que la serie llegó a su fin con Justice League International Annual # 1.
Batwing se unió al equipo que se hacía llamar Dead Héroes Club, una rama de Batman Inc.. Los otros miembros son Looker, Freight Train, The Hood, Gaucho, Wingman y Halo.

### Luke Fox
Después de los eventos de Batwing # 19, David renunció como Batwing. Lucius Fox haría un nuevo traje de Batwing, que Batman le da al hijo de Fox, Luke Fox. Luke desempeña un papel importante en Batman Eternal cuando ayuda a Jim Corrigan a investigar los eventos recientes en Arkham Asylum, donde La Hija del Joker está utilizando los espíritus de los internos para resucitar lo que ella cree que es el Joker en el cuerpo de Maxie Zeus (aunque luego se revela como Deacon Blackfire). En Batgirl # 45, Luke comenzó una relación romántica con Barbara Gordon, también luchando juntos contra el crimen como sus alter ego Batwing y Batgirl. Luke Fox fue creado por Jimmy Palmiotti y Justin Gray, los escritores de Batwing # 19 en abril de 2013. 
En el reinicio de DC Rebirth después del aparente sacrificio de Red Robin, Luke es reclutado por el equipo que Batman y Batwoman crearon.

## Poderes y habilidades
Batwing ha demostrado un conocimiento de artes marciales y Batman le proporciona una variedad de artilugios, armas y tecnología para ayudarlo a combatir el crimen y la corrupción. También está entrado en sin ningún arma en mano, lo que lo convierte en una de las mayores amenazas en el universo de Batman. Su traje de murciélago está blindado y es capaz de habilidades de regeneración y adaptación con la ayuda de las alas que le permiten volar o planear.

## Otras versiones
- David Zavimbe aparece en el cómic digital Smallville Season 11 basado en la serie de televisión. En esta continuidad, David es un aliado de Lana Lang, quien le proporciona información para sus actividades de vigilancia en África.[17]

## En otros medios

### Televisión
La versión de Luke Fox aparece en la serie del Arrowverse, Batwoman, interpretado por Camrus Johnson. Luke actúa como vigía de la Wayne Tower cuando Batman ha estado desaparecido durante tres años. Se hace amigo de la prima de Bruce Wayne, Kate Kane, y se convierte en su aliado a la luz de los ataques de la banda Wonderland. Al igual que su padre, Lucius con Wayne, Luke ayuda a Kane brindándole algunos artilugios. Incluso ayudó a rediseñar su traje de murciélago donde ganó algo de rojo mientras que la máscara tiene una peluca roja añadida. Si bien sabe dónde está Bruce, Luke afirma que no está´respondiendo sus llamadas. En el episodio "Voy a ser juez, voy a ser jurado", Luke le menciona a Kate que su padre fue asesinado durante un robo a una tienda cuando estaba haciendo unos recados para su familia. Luke también le dijo a Kate que la policía lo llamó para identificar el cuerpo.
En el evento crossover anual Crisis on Infinite Earths, aparece una versión de Luke Fox (también interpretado por Camrus Johnson) que vive en la Tierra-99 y trabaja para un Bruce Wayne envejecido.

### Cine
Luke Fox aparece en la película animada de Batman: Bad Blood, con la voz de Gaius Charles. Después de casi perder a su padre Lucius Fox en un ataque orquestado por Talia al Ghul a Wayne Enterprises, usa su tecnología para convertirse en Batwing. Más tarde reaparece con un papel no hablante en Justice League Dark: Apokolips War. Se le ve luchando contra Parademons, pero es derribado por uno de ellos.

### Videojuegos
La versión Batwing de Luke Fox aparece en DC Universe Online.
En Batman: The Telltale Series, un joven Luke Fox aparece en una foto en el laboratorio de Lucius Fox.

### Libros
La versión de Luke Fox de Batwing apareció en Catwoman: Soulstealer escrita por Sarah J. Maas como parte de la serie DC Icons.